# 시오마라 카스트로
이리스 시오마라 카스트로 데 셀라야(스페인어: Iris Xiomara Castro de Zelaya, 1959년 9월 30일~)는 온두라스의 정치인이자 온두라스의 대통령이다. 그는 2013년 대선 당시 좌익 성향의 해방재건당 후보로 출마한 바 있다. 마누엘 셀라야 전 대통령의 부인인 그는 2009년 쿠데타로 남편이 대통령직에서 축출될 때 이에 맞선 인물 중 하나였다.
2017년 대선을 앞두고 해방재건당의 후보로 재출마를 선언했다. 경선에서 무난하게 대선 후보로 선출되었으나, 해방재건당이 혁신통합당과 야권연대를 결성하면서 살바도르 나스라야에게 후보직을 양보하였다. 2021년 온두라스 대통령 선거에서 대통령으로 당선되었으며, 2022년 1월 27일 온두라스 첫 여성 대통령으로 취임하였다.